# مارا فولین
مارا فولین (ایتالیایی: Mara Fullin؛ زادهٔ ۱۳ ژانویه ۱۹۶۵) بازیکن زن بسکتبال اهل ایتالیا بود. وی در بازی‌های المپیک تابستانی ۱۹۹۲ و ۱۹۹۶ شرکت کرده‌است.